# Владикавказский военный округ
Владикавказский военный округ — передовая часть центра Кавказской линии — простирался от него к Югу до северного снегового хребта. В ведении начальника этого округа состояла и часть Военно-Грузинской дороги. Существовал в 1846—1860 годах. Административный центр — Владикавказ.

## История
В связи с окончанием Кавказской войны в 1860 году Кавказские военные линии упраздняются. Формируются Кубанская, Терская и Дагестанская области Российской империи. Владикавказский округ входит в Терскую область, которая также включает территории Центра и Левого фланга бывшей Кавказской Линии.

## Начальники
- 1846-1848 — генерал-майор Нестеров, Пётр Петрович, одновременно с 1842 года являлся комендантом Владикавказской крепости
- 1848-1852 — генерал-майор Ильинский, Михаил Сергеевич
- 1852-1855 — генерал Вревский, Ипполит Александрович
- 1855-185? — генерал-майор Мищенко, Василий Кузьмич